# Richard Bartmuß

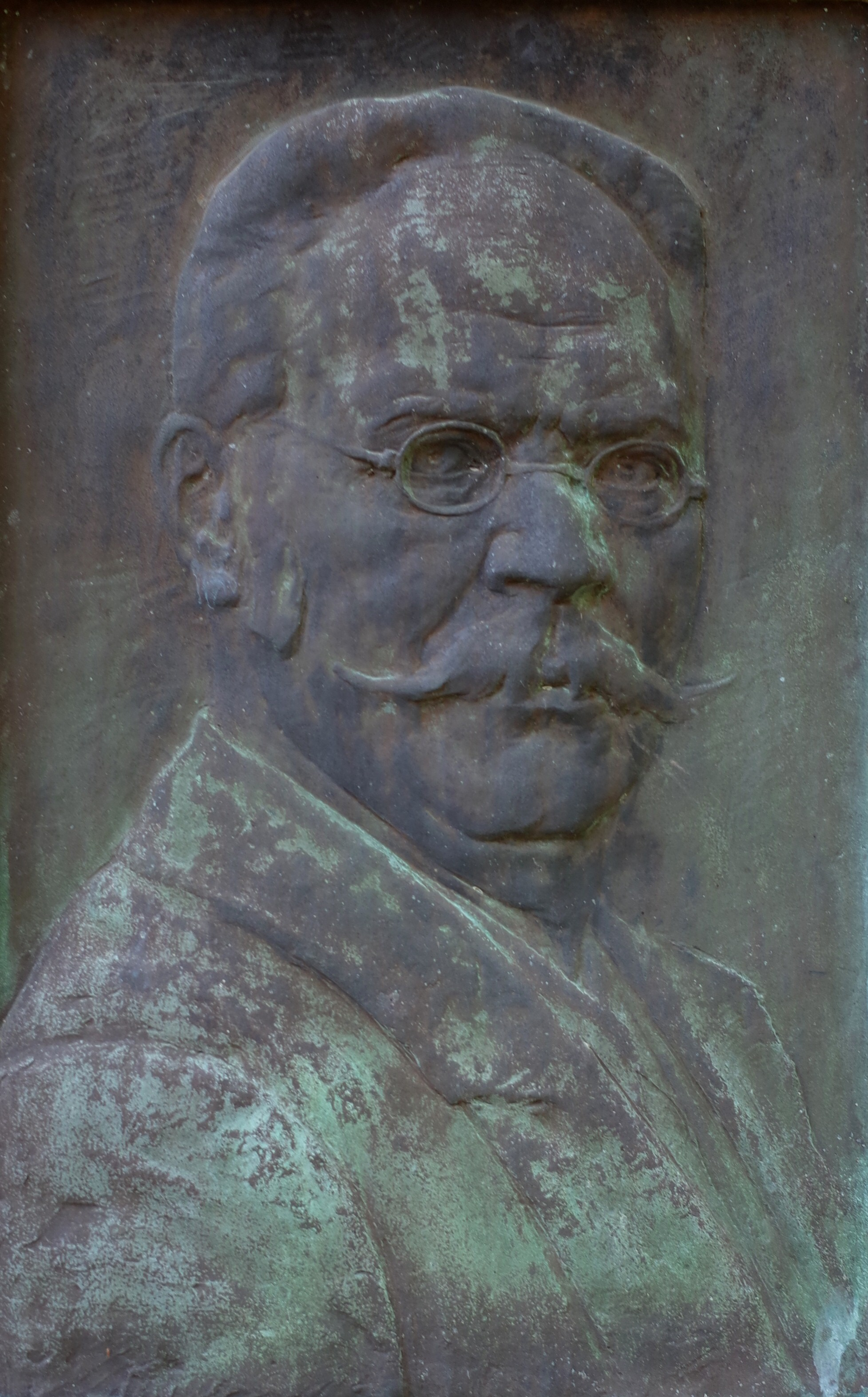
Porträtrelief auf dem Grabmal von Richard Bartmuß. Inschrift unter der Tafel: Richard Bartmuss 1859–1910. Umlaufend über der Tafel: ICH WILL SINGEN VON DER GNADE DES HERRN EWIGLICH

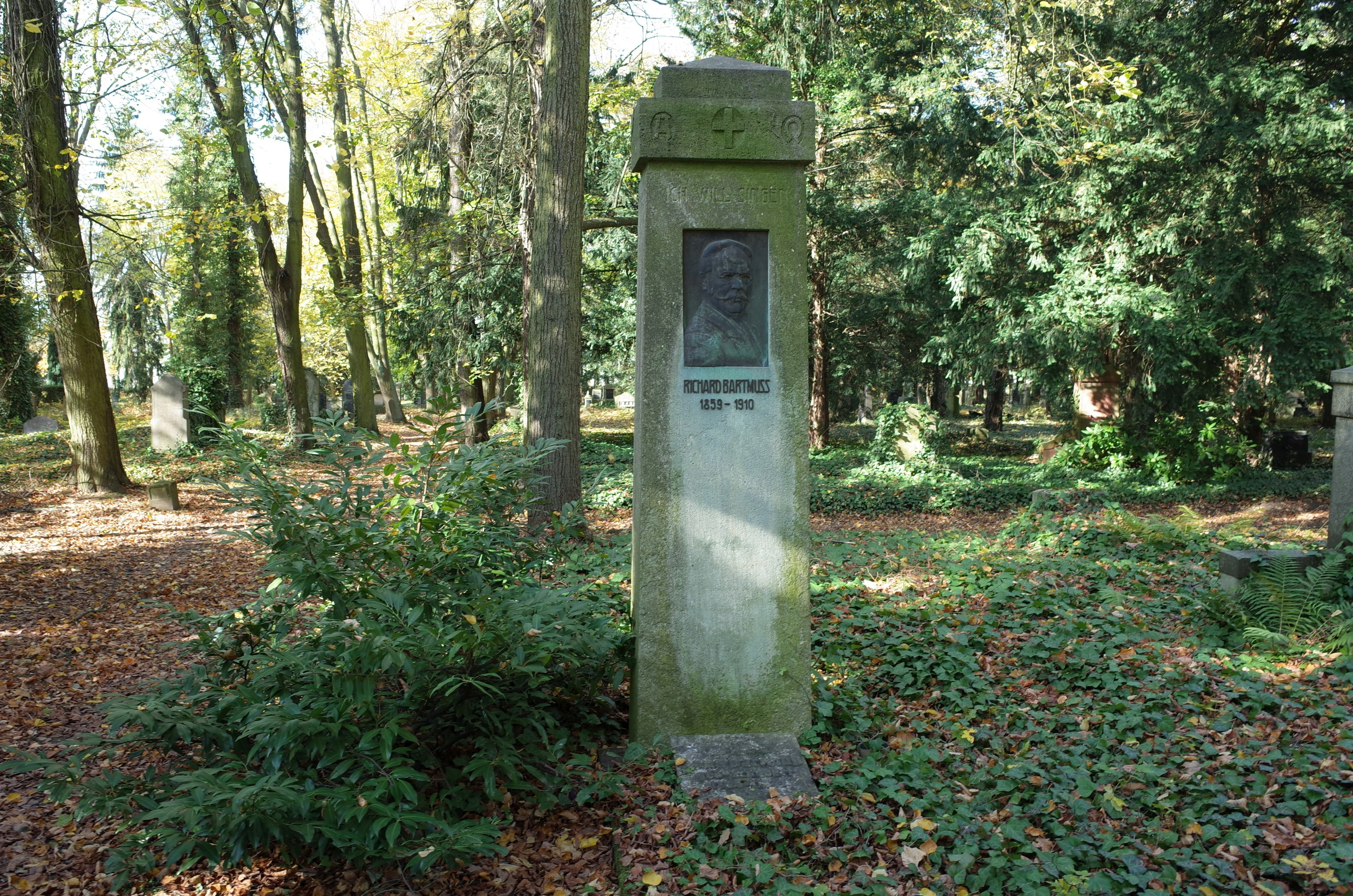
Ruhestätte in Dessau

Richard Bartmuß (* 23. Dezember 1859 in Schleesen; † 25. Dezember 1910 in Dessau) war ein deutscher Komponist und Organist.

## Leben
Bartmuß wurde als erster Sohn des Organisten Woldemar Bartmuß in Schleesen in der Nähe von Oranienbaum geboren. Der Vater war für seine Orgelvorträge in der Schleesener Dorfkirche bekannt, Franz Liszt schenkte ihm als Würdigung seine gesamten Orgelkompositionen.
1860 zog die Familie nach Bitterfeld, wo Richard seinen Vater schon früh bei der musikalischen Gestaltung der Gottesdienste unterstützte. Er besuchte das Wittenberger Gymnasium und wurde aufgrund seines großen musikalischen Interesses auf das Lehrerseminar in Delitzsch geschickt. 1879 bestand Bartmuß die erste und zweite Lehrerprüfung und wurde Lehrer an der Knabenschule in Wittenberg. Sein Staatsexamen legte er 1881 ab. In Berlin wurde er von den Lehrern August Eduard Grell, Carl August Haupt und Philipp Spitta ausgebildet.
1882 wurde Bartmuß Organist an der Schlosskirche St. Marien in Dessau. Dort stand ihm eine bemerkenswerte Rühlmann-Orgel mit drei Manualen und 52 Registern zur Verfügung, die er selbst disponiert hatte. Man nimmt an, dass dieses besondere Instrument den Komponisten, der auch als Improvisator und Orgelsachverständiger geschätzt wurde, stark inspiriert hat. Das Instrument von Richard Bartmuß wurde 1944 zerstört.
Im Jahr 1886 wurde Richard Bartmuß zum Hoforganisten ernannt. Am 29. April 1890 wurde er Hoforganist Herzog Friedrichs I. Noch im gleichen Jahr heiratete er die Konzertsängerin und Pianistin Anna Schubert, mit der er fünf Kinder großzog.
Bartmuß pflegte einen regen Austausch mit Alexandre Guilmant.

## Ehrungen
Nach dem Hoforganistentitel erhielt Bartmuß weitere Ehrungen, darunter den Titel „Königlicher Musikdirigent“, den „Orden für Wissenschaft und Kunst“ sowie 1903 die Ernennung zum „Königlichen Professor für Musik“.

## Werke

### Geistliche Werke
- Die Heilandsworte am Kreuz, op. 51 (Passionsmusik), Neuausgabe Berlin 2012.
- Rezitativ und Arioso für Posaune, op. 27
- Zehn Charakterstücke, op. 36
- "Mache dich auf, werde Licht", Motette für 4-stimmigen Chor und Orgel, op. 12,1
- "Wenn der Herr die Gefangenen Zions erlösen wird", Psalm 126 für dreistimmigen Frauenchor, Solo-Violine, Solo-Bratsche und Orgel

### Orgelsonaten und Orgelkonzerte
- Orgelkonzert Nr. 1, op. 25
- Orgelkonzert Nr. 2, op. 33

- Vier Orgelsonaten
- Choralfantasie über "Christ ist erstanden" für Orgel, op. 44, 1
- Choralfantasie über "Jesu meine Freude" für Orgel, op. 44, 2
- Präludium d-Moll, op. 36